# 秋田県道124号高岡追分線
秋田県道124号高岡追分線（あきたけんどう124ごう たかおかおいわけせん）は、秋田県秋田市を通る一般県道である。

## 概要
秋田市金足高岡の秋田県道41号秋田昭和線交点から、秋田県立博物館（重要文化財・奈良家住宅）・男潟の間を通って右折する。秋田県立金足農業高等学校の東側を通り、北上して国道7号へ至る3キロメートルの短距離路線である。

### 路線データ
- 総延長 : 3.142 km[2]
- 実延長 : 3.142 km[2]
- 起点 : 秋田県秋田市金足高岡字稲荷林115地先（秋田県道41号秋田昭和線交点）[3]北緯39度49分35.52秒 東経140度4分38.42秒
- 終点 : 秋田県秋田市金足追分字海老穴113番2地先（国道7号交点）[3]北緯39度49分15.18秒 東経140度3分17.46秒
- 未供用区間 : なし[2]

## 歴史
- 1972年（昭和47年）11月9日 - 秋田県道に認定される[3]。

## 路線状況

### 冬期閉鎖区間
- なし[4]

### 交通不能区間
- なし[5]

## 地理

### 交差する道路
| 施設名 | 接続路線名                             | 備考                   | 所在地                                                      |
| ------ | -------------------------------------- | ---------------------- | ----------------------------------------------------------- |
|        | 秋田県道41号秋田昭和線                 | 起点                   | 秋田市金足高岡字稲荷林                                      |
|        | 都市計画道路横山金足線（市道）         | 横山金足線終点（暫定） | 秋田市金足小泉字潟向北緯39度48分54.84秒 東経140度3分42.73秒 |
|        | 国道7号 （=国道101号・国道285号 重複） | 終点                   | 秋田市金足追分字海老穴                                      |

### 沿線の施設など
- 秋田県立博物館
  - 重要文化財・奈良家住宅
- 秋田県立小泉潟公園
  - 男潟
  - 女潟
- 秋田県立金足農業高等学校